# Zietenschloss

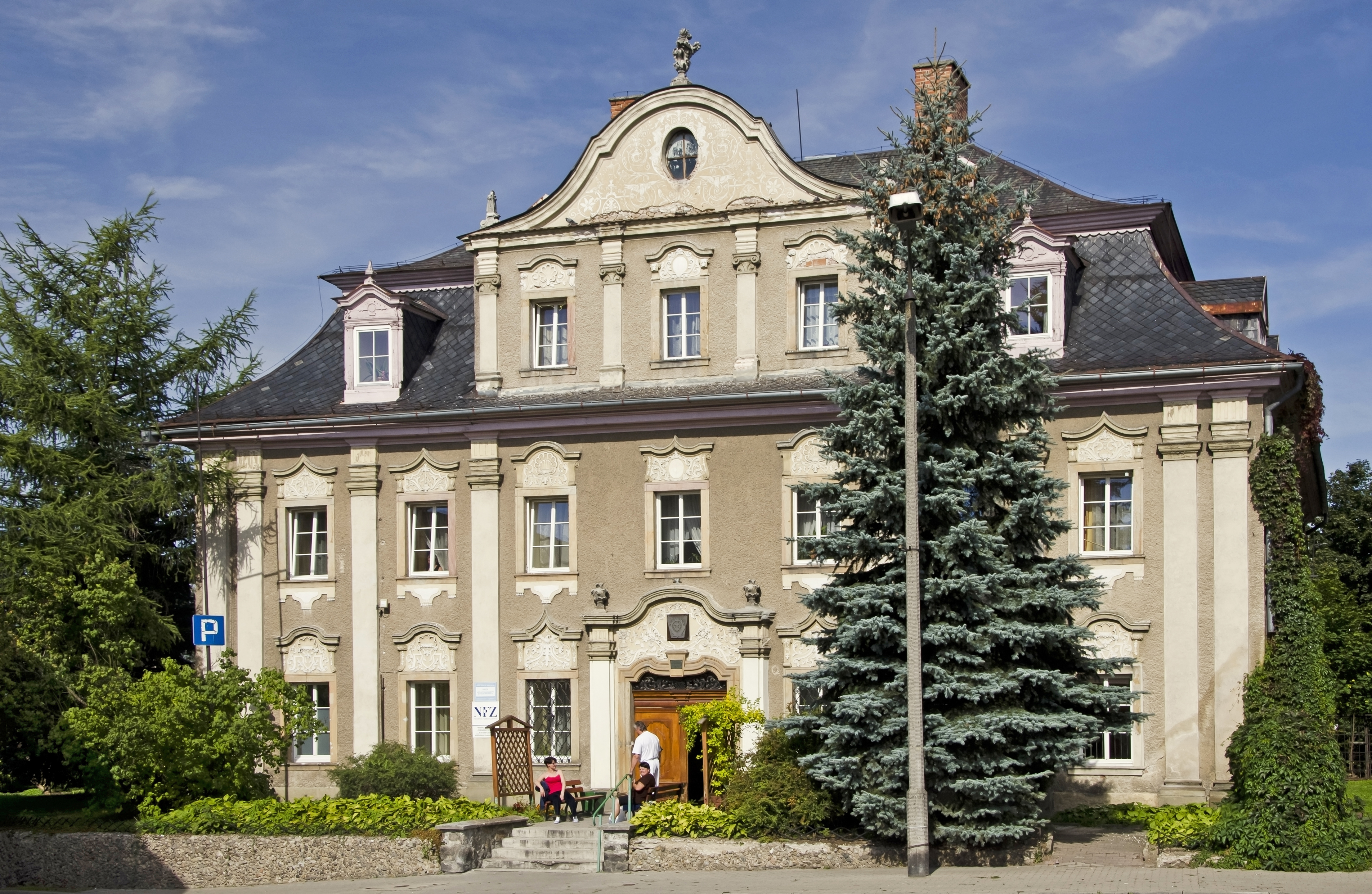
Zietenschloss Warmbrunn

Das Zietenschloss (polnisch Pałac Ziethena przy ul. Jagiellońskiej) in Cieplice Śląskie-Zdrój (deutsch Bad Warmbrunn), einem Stadtteil von Jelenia Góra (Hirschberg im Riesengebirge) in der Woiwodschaft Niederschlesien in Polen, wurde vermutlich 1730 nach Plänen des Hirschberger Stadtbaumeisters Caspar Jentsch errichtet.

## Geschichte
Auftraggeber des Baus war Kaufmann und Leinenhändler („Schleierherr“) Gottfried Römisch. Im 19. Jahrhundert war das Anwesen Witwenschloss der Schaffgotsch. 1816 wurde ein kleiner Park angelegt, der in den angrenzenden Gräflichen Gemüsegarten (heute Parkplatz) überging. Das Anwesen ist seit Mitte des 19. Jahrhunderts nach seinem damaligen Bewohner und Eigentümer Generalfeldmarschall Hans Ernst Karl von Ziethen benannt. Zieten lebte hier bis zu seinem Tod im Jahr 1848. Um 1900 erwarb Oswald Birke das Anwesen und ließ den rückwärtigen Hof durch ein Glasdach schließen.
Nach der polnischen Übernahme 1945 zunächst als Musikschule genutzt, verfiel der Bau. Heute wird er als Pension genutzt. Derzeit (2025) beherbergt das Schloss das Sanatorium Stoczniowiec Spa und ist nicht für Besucher geöffnet.

## Bauwerk
Der Bau ist zweigeschossig und hat drei Bauflügel mit Mansarddach. Die Formensprache ist hochbarock mit pilastergegliederter Fassade und reich gerahmtem Mittelportal. 